# پافین‌ها (مجموعه تلویزیونی)
طوطی‌های دریایی یا پافین‌ها (به انگلیسی: Puffins) یک مجموعهٔ تلویزیونی پویانمایی برای کودکان است که توسط دانیل مالونی و پیتر نالی است. این مجموعه یک اسپین‌آف از فیلم عدالت شمالی: گروه تندر (۲۰۱۹) است و جانی دپ در آن نقش آفرینی می‌کند. این داستان پنج طوطی دریایی را دنبال می‌کند: جانی پاف (دپ)، تیک، تاک، دیدی و پی که برای والروس اوتو کار می‌کنند. تولید آن توسط یروولینو استودیوز متعلق به آندریا یروولینو و مونیکا باکاردی با استودیوهایی مستقر در صربستان است. این مجموعه شامل ۲۵۰ قسمت از قسمت‌های پنج دقیقه‌ای است و در دسامبر ۲۰۲۰ در اپل تی‌وی پلاس و پرایم ویدئو منتشر شد.
اسپین‌آف دیگری از پافین‌ها با عنوان پافین‌های غیرممکن برای اکران برنامه‌ریزی شده‌است و شامل ۱۶ قسمت پنج دقیقه‌ای می‌شود که دپ دوباره نقش خود را در نقش جانی پاف ایفا می‌کند.

## بررسی اجمالی
پافین‌ها یک مجموعه پویانمایی تلویزیونی سه‌بعدی است که هدف آن کودکان است. این فیلم پنج طوطی دریایی را دنبال می‌کند: جانی پاف، تیک، تاک، دیدی و پی. آن‌ها برای اوتو گراز دریایی کار می‌کنند. این نمایش مضامین نژادی و برابری جنسیتی و دفاع از محیط زیست را ترویج می‌کند.

## قالب
نقش‌های صوتی:
- جانی دپ در نقش جانی پاف.

## اپیزودها
پافین‌ها از ۲۵۰ قسمت پنج دقیقه ای تشکیل شده‌است.

## تولید
پافین‌ها توسط دانیل مالونی وپیتر نالی ساخته شده‌است. در ۲۲ ژوئن ۲۰۲۰، اعلام شد که جانی دپ صداپیشه جانی پاف خواهد بود. پافین‌ها توسط یروولینو انترتینمنت مستقر در رم، ایتالیا و شرکت صربی یروولینو استودیو تولید شده‌است. یروولینو انترتینمنت توسط تهیه‌کننده آندریا یروولینو تأسیس شد و متعلق به یروولینو و مونیکا باکاردی است. دپ و ایروولینو قبلاً در در انتظار بربرها همکاری کرده بودند.
پافین‌ها و سریال‌های مشابه از فیلم عدالت شمالی: گروه تندر (۲۰۱۹) نشات گرفته‌اند. یروولینو و باکاردی تمام حقوق اسپین‌آف شخصیت‌های پویانمایی فیلم را خریداری کردند. در ۱ دسامبر ۲۰۲۰، این نمایش در اپل تی‌وی پلاس و پرایم ویدئو منتشر شد.
در فوریه ۲۰۲۲، دپ مدال طلای شایستگی صربستان را به دلیل «شایستگی‌های برجسته در فعالیت‌های عمومی و فرهنگی، به ویژه در زمینه هنر فیلم و تبلیغ جمهوری صربستان در جهان» از رئیس‌جمهور الکساندر ووچیچ دریافت کرد. پافین‌ها و پافین‌های غیرممکن در صربستان تولید شدند. همچنین میناماتا فیلم دیگری که دپ در آن بازی کرد در این کشور فیلمبرداری شد.

## پافین‌های غیرممکن
پافین‌های غیرممکن (به انگلیسی: Puffins Impossible) یک اسپین آف از پافین‌ها است که شامل ۱۸ قسمت پنج دقیقه‌ای خواهد بود. این فیلم توسط یروولینو استودیوز و آرک‌انجل دیجیتال استودیوز ساخته می‌شود. نالی شورانر برنامه غیرممکن است. این یک نسخه اکشن-ماجراجویی از پافین‌ها است که پنج پافین را دنبال می‌کند که نیروهای مافوق بشری به دست می‌آورند. دپ دوباره در نقش جانی پاف بازی می‌کند.
طبق گزارش‌های رسانه‌های محلی، این سریال شغل‌هایی را در مرکز خلاقیت در بلگراد، صربستان ایجاد کرد. این سریال ۲۰۶ میلیون دینار صربستان (۱٫۷میلیون یورو) یارانه از وزارت فرهنگ و اطلاعات صربستان دریافت کرد.